# نسبت جاری
نسبت جاری، (به انگلیسی: Current ratio) یکی از نسبت‌های مالی است، که توانایی شرکت در بازپرداخت تعهدات کوتاه مدت را اندازه‌گیری می‌کند و از طریق تقسیم دارایی جاری بر بدهی‌های جاری، به صورت زیر محاسبه می‌شود.
{\displaystyle {\mbox{Current ratio}}={\frac {\mbox{Current Assets}}{\mbox{Current Liabilities}}}}
نسبت جاری بیشتر برای گرفتن ایده در رابطه با توانایی شرکت، در بازپرداخت بدهی‌های کوتاه مدت، از طریق دارایی‌های کوتاه مدت، استفاده می‌شود. مقدار بالای این نسبت، توانایی شرکت را در پرداخت تعهدهایش نشان می‌دهد، در حالی که اگر این نسبت زیر ۱ باشد، نشان‌دهنده این می‌باشد، که شرکت توانایی پرداخت تعهدهایش را ندارد. 
اگر شرکت موظف باشد، در آن لحظه تمامی آن‌ها را پرداخت کند، که نشان‌دهنده اینست که شرکت در سلامت مالی مناسبی قرار ندارد. البته به این معنا نیست که شرکت در آینده نزدیک ورشکست می‌شود، زیرا روش‌های مختلفی برای تأمین مالی وجود دارد، اما در کل یک نشانه خوب نمی‌باشد.
نسبت جاری می‌تواند یک ایده دربارهٔ راندمان چرخه عملیاتی شرکت، یا توانایی شرکت در تبدیل محصولاتش، به وجه نقد بدهد.
شرکت‌هایی که در دریافت حساب‌های دریافتی مشکل دارند، یا دارای گردش موجودی کالای طولانی می‌باشند، با مشکلات نقدینگی مواجه می‌شوند و چون عملیات تجاری در هر صنعت متفاوت می‌باشد، بهتر است شرکت‌هایی از یک صنعت را مقایسه کنیم.
نسبت جاری شبیه نسبت آنی می‌باشد، با این تفاوت که نسبت آنی شامل موجودی کالا و سفارش‌ها و پیش پرداخت‌ها نمی‌باشد، که نشان‌دهنده دارایی‌های نقد شونده‌تر می‌باشد.